# 필모그래피
필모그래피(filmography)는 특정 기준에 따른 영화 목록이다. 예를 들어 배우의 경력 필모그래피는 이들이 출연한 영화 목록이다. 감독의 코미디 필모그래피는 특정 영화 감독이 감독한 코미디 영화 목록이다. 이 용어는 적어도 1957년부터 사용되고 있다. 책의 목록인 서지학과 유사한 형태로 취급된다. 작업 과정 그 자체를 가리키는 비디오그래피, 시네마토그래피와는 구별된다.